# Szumadia
Szumadia (serb. Шумадија, Šumadija) – kraina historyczna w Serbii. Jest położona w środkowej części kraju i rozpościera się pomiędzy rzekami Dunajem, Sawą, Kolubarą, Morawą Zachodnią i Morawą.
Zajmuje powierzchnię ok. 6000 km². Głównym miastem jest Kragujevac. Znajdują się tu złoża ołowiu, cynku, azbestu, rtęci, srebra, węgla i gliny oraz źródła wód mineralnych (uzdrowiska Bukovička banja i Voljavča). Miejscowa gospodarka opiera się także na rolnictwie i sadownictwie (w szczególności uprawa śliwek).
Nazwa krainy pochodzi od słowa „šuma”, oznaczającego las.